# Blackburn Cirrus Major
Il Blackburn Cirrus Major è un motore aeronautico a 4 cilindri in linea rovesciati raffreddato ad aria sviluppato dall'azienda aeronautica britannica Blackburn Aircraft nei tardi anni trenta del XX secolo.
Il propulsore, il cui prototipo venne completato nel 1936, ebbe un buon successo commerciale, con circa 700 unità vendute sul mercato dell'aviazione leggera commerciale.

## Storia del progetto
Il Blackburn Cirrus Major ebbe origine come ulteriore evoluzione della serie di motori Cirrus ed Hermes ad uso aeronautico che erano entrati in produzione durante gli anni venti del XX secolo. C. S. Napier, figlio del progettista di motori Montague Napier, era direttore tecnico e capo progettista della Cirrus-Hermes Engineering quando iniziò a lavorare su due nuovi motori, il Cirrus minor e il più grande Cirrus Major. I motori erano ancora in fase di sviluppo quando la società fu acquistata dalla Blackburn Airplane & Motor Company, trasferita in una nuova fabbrica a Brough in Yorkshire e ribattezzata Cirrus Hermes Engineering.
Come tutti i motori Cirrus, il Major aveva un'architettura in linea a quattro cilindri invertito raffreddato ad aria. Destinato allo stesso target di mercato, velivoli che necessitavano di un motore aeronautico leggero robusto, affidabile ed economicamente conveniente, ha conservato molte comprovate caratteristiche di progetto degli originali apportando molti miglioramenti. Le canne dei cilindri erano in acciaio forgiato mentre le singole teste erano in lega leggera. A differenza del Minor, il Major mantenne i lunghi bulloni stabiliti che passavano attraverso le canne per fissare le teste al carter, nonché la disposizione generale delle teste dall'Hermes IV A, che rimase in produzione nello stesso periodo. I pistoni e le bielle erano in lega leggera, con un albero a gomiti d'acciaio. La trasmissione diretta all'elica, senza riduzioni, ha contribuito a mantenere basso il regime di rotazione del motore, con conseguente elevata affidabilità. L'impianto d'alimentazione era a carburatore singolo, un Claudel Hobson AV.48D.
Nel 1935 il Cirrus Minor entrò in produzione e il Major lo seguì poco dopo. Due anni dopo, con la sua gamma di prodotti ora razionalizzata e i nuovi motori installati sul mercato, la società è stata portata alla sua controllante come Cirrus Engines Division della Blackburn Aircraft.

## Varianti

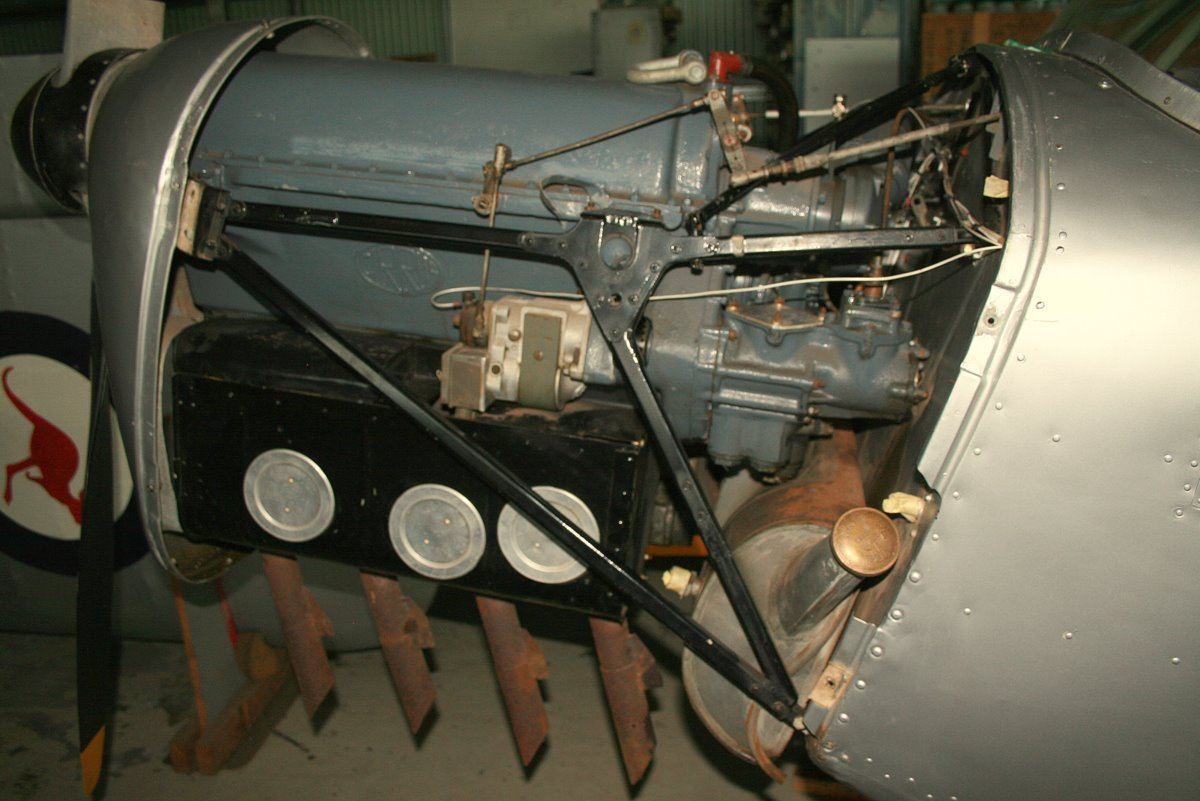
Un Cirrus Major III mostra il logo Cirrus sul basamento.

Cirrus Major I
versione da 135 hp (101 kW)
Cirrus Major II
versione da 148 hp (110 kW)
Cirrus Major III
versione ad alta compressione, incremento della potenza erogata a 150 hp (112 kW).

## Applicazioni
- Auster Aiglet
- Auster Autocar
- Blackburn B-2
- Chrislea Skyjeep
- de Havilland DH.60 Moth
- Fairey Primer
- Foster Wikner Wicko
- General Aircraft Cygnet
- General Aircraft Owlet
- HAL HT-2
- Hendy 302
- Hurel-Dubois Miles HDM.105

- I.Ae. 31 Colibrí
- I.Ae. 32 Chingolo
- Miles Aerovan
- Miles Aries
- Miles Gemini
- Miles Hawk Major
- Miles Hawk Trainer
- Miles Mercury
- Miles Messenger
- Portsmouth Aerocar Major
- Simmonds Spartan
- Stampe SV.4

### Sviluppi correlati
- Blackburn Cirrus Minor

### Motori comparabili
- Alfa Romeo 110
- de Havilland Gipsy Major
- Hirth HM 504
- Menasco C4